# Cinnamomum clemensii
Cinnamomum clemensii är en lagerväxtart som beskrevs av C. K. Allen. Cinnamomum clemensii ingår i släktet Cinnamomum och familjen lagerväxter. Inga underarter finns listade i Catalogue of Life.